# Międzybrodzie

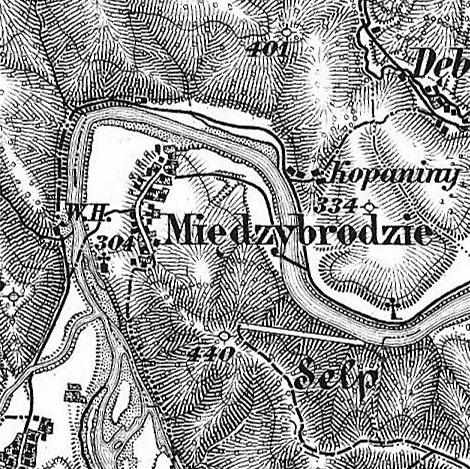
Miedzybrodzie am San (1887)

Międzybrodzie ist ein Dorf der Landgemeinde Sanok im Powiat Sanocki in Polen.

## Geografie
Das Dorf liegt am Ufer des Flusses Saan in den Waldkarpaten, umgeben vom Salzgebirge und dem Hauher, einem beliebten Ausflugsziel.
Es liegt drei Kilometer nordwestlich vom Gemeindesitz Sanok in einem hügeligen, waldreichen Gebiet (Selpy-Wald).
Der Ort liegt auf 300 bis 450 m ü. M. und heute ist vielmehr bekannt als Wallfahrtsort.
Eine weitere Siedlung ist Mrzygłód am San mit einem Flussübergang zwischen Tyrawa Solna und Tyrawa Wołoska, Dobra und die historische Siedlung Ulucz.
Südlich des Dorfplatzes bei Międzybrodzie verläuft die Straße nach Sanok.

## Geschichte
Der um 1439 urkundlich erwähnt Ort hieß 1787 Miezebrodz. Der Name bezeichnet einen Ort zwischen [między] den Furten [brody]. 1510 wurde eine orthodoxe Kirche erbaut. Lange lebten hier überwiegend Ukrainer, die nach dem Zweiten Weltkrieg im Rahmen der Aktion Weichsel umgesiedelt wurden.
Beim Dorf wurden Siedlungsspuren von Bewohnern aus dem 4. und 5. Jh. entdeckt.
Ein Kilometer südlich von Miedzybrodzie liegt am linken hohen Ufer, auf der anderen Seite des Flusses Saan in einer bewaldeten Hügelkette ein für das Karpatengebiet einmalige Siedlungsansammlung von 17. Jahrhundert v. Chr. bis 8. Jahrhundert mit zahlreicher archäologischer Reste des frühmittelalterlichen Burgwalls und Kloster.
Die archäologischen Reste erzählen und von Bevölkerungen aus der Bronzezeit, der Latènezeit und von der Slawische-Kultur.
Es geht um zwei angrenzende Burgwälle, Horodyszcze und Horodna, sowie um ein in der Nähe davon gelegenes Hügelgräberfeld aus dem 8./9. Jh. in Trepcza.
Die Lage des Dorfs – im Mittelalter – war strategisch günstig am Knotenpunkt zwischen Salzstraße von Tyrawa und der historischen Furt des Karpatenweges über den San gelegen. Die Rolle und die Aufgaben der miedzybroden Furt durch den Fluss wurden da bereits 1852 kurz nach Eröffnung des bergischen Weges im Saltzgebirge nach Tyrawa Wołoska (dt. Valachisch Thirau) und Przemyśl verändert.

## Persönlichkeiten
- Wolodymyr Kulczycki (1862–1936), Professor für Zoologie an der Veterinärmedizinische Universität in Lwów
- Jerzy Kulczycki Junior (1898–1974), Professor für Ur- und Frühgeschichte in Kraków und Lwów
- Irina Dobrianska (1892–1982), ukrainischer Archäologin und Volkskundlerin, wissenschaftliche Mitarbeiterin von Werner Radig
- Teodosius Starak (1931–1999), ukrainischer Diplomat und Geschäftsträger der Ukraine in Polen
- Władysław Mleczko – ein polnischer Verleger
- Jerzy Ginalski – polnischer Archäologe und Volkskundler

## Kultur und Sehenswürdigkeiten
- Dreifaltigkeitskirche in Miedzybrodzie (1901)

### Tourismus
Durch die Region führt:
 Wanderweg im beskidischen Karpatenvorland von Holzkirchen über Sanok zur Dorfkirche von Bączal Dolny und weiter nach Międzybrodzie – Mrzygłód – Ulucz – Dobra – Hołuczków zurück nach Sanok.
- Galizische Küche

## Galerie

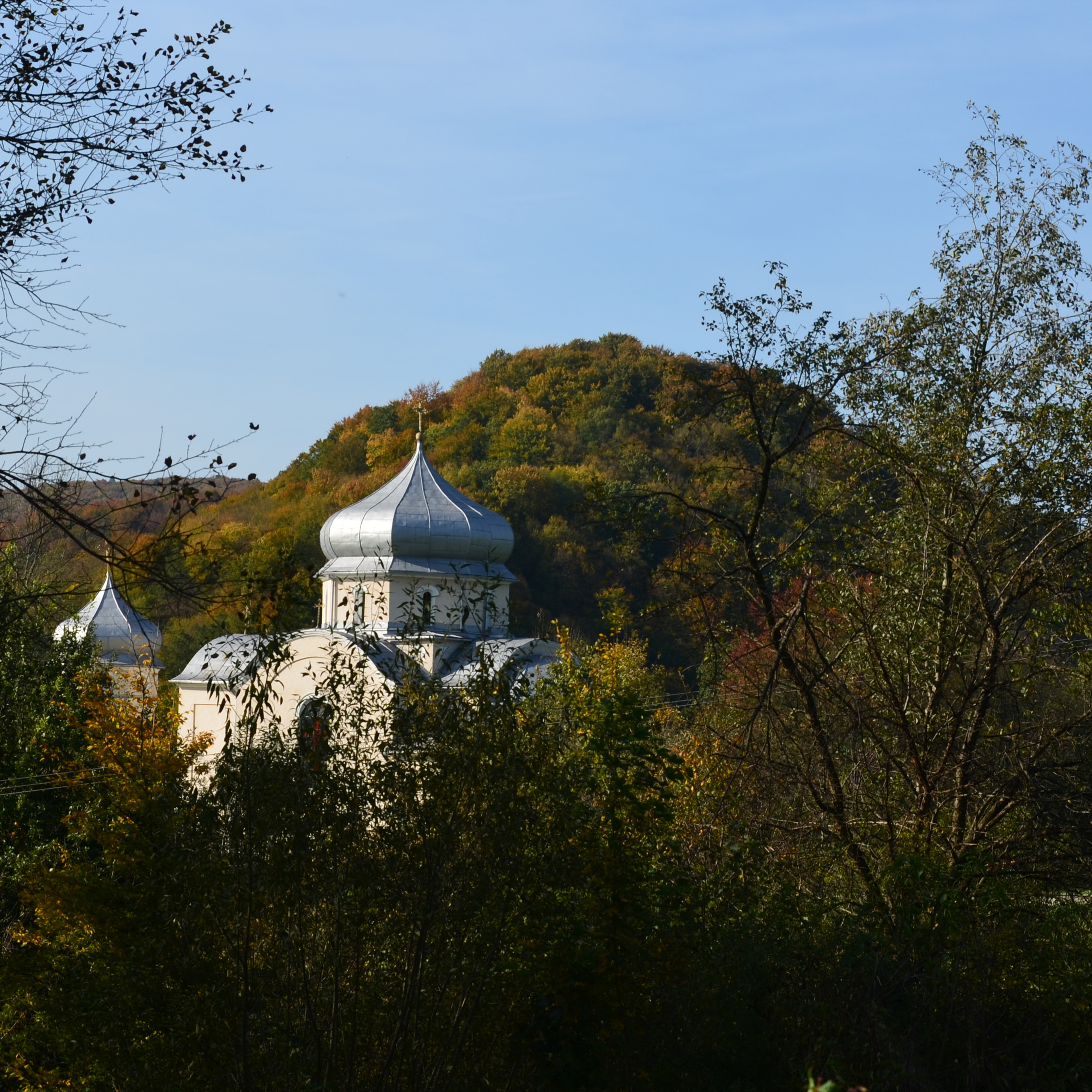
Horodna am San, von Miedzybrodzie aus gesehen (2014)
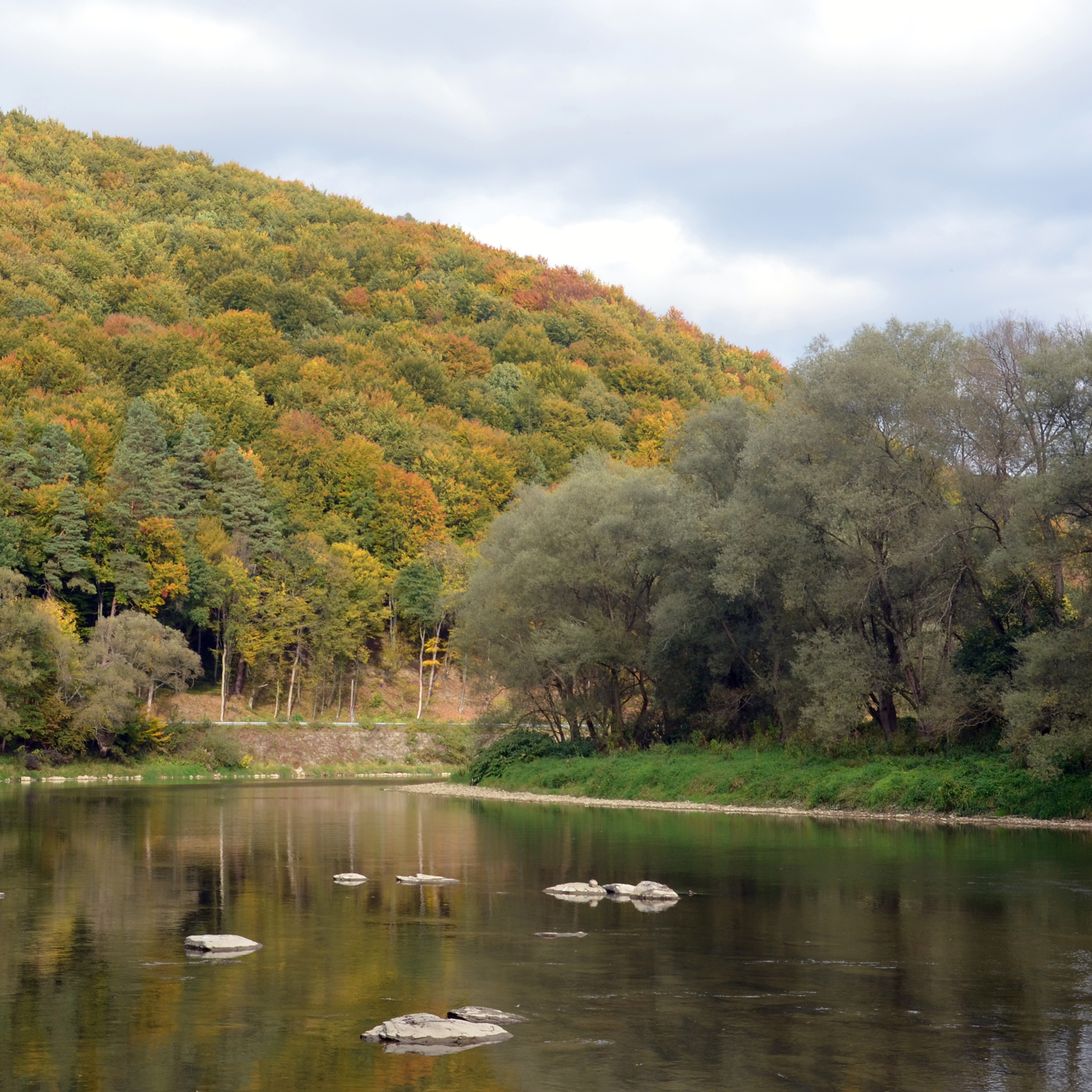
Miedzybrodzie in der Nähe von Horodna am San (2014)
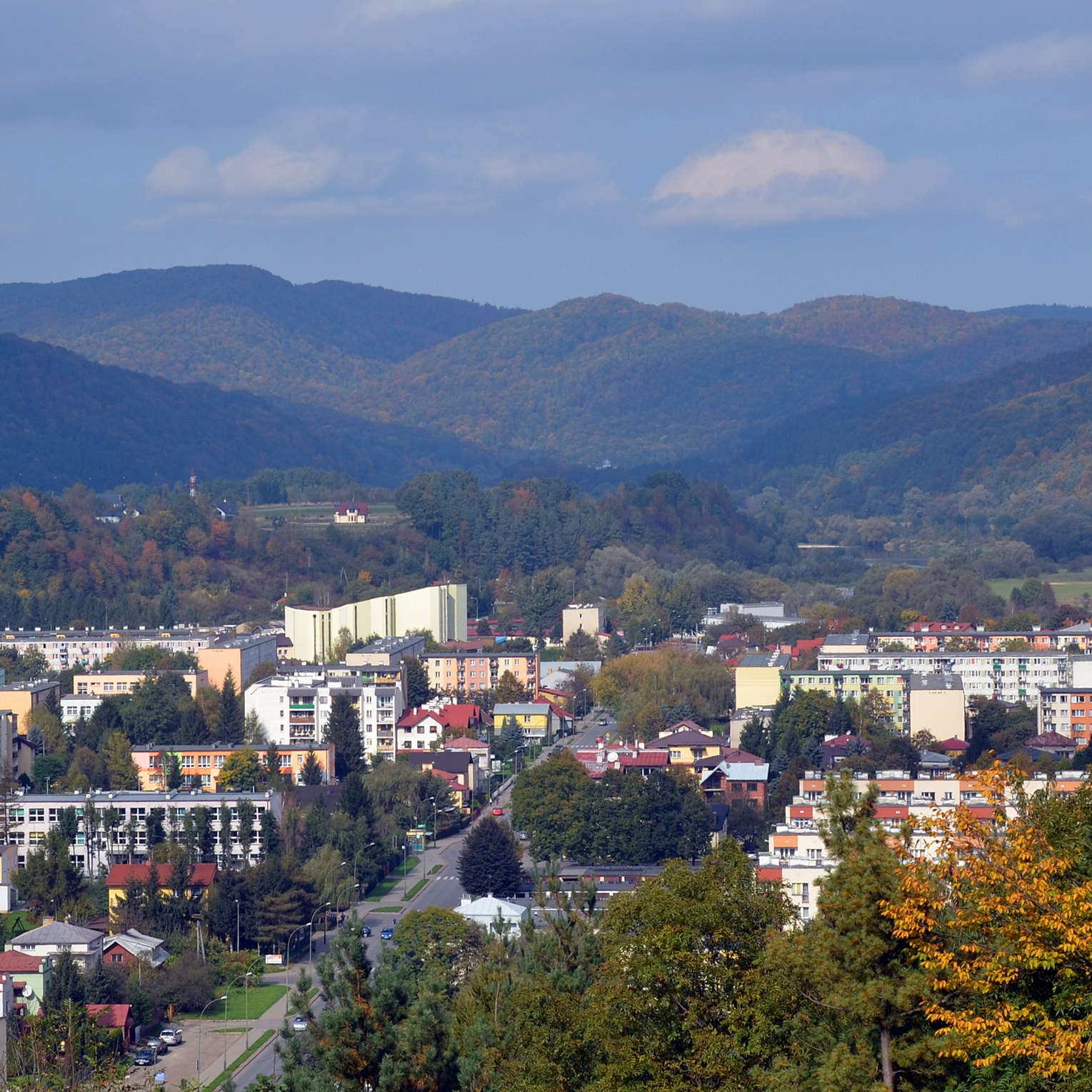
Kopacz und Międzybrodzie, von Parkberg aus gesehen, Sanok (2014)
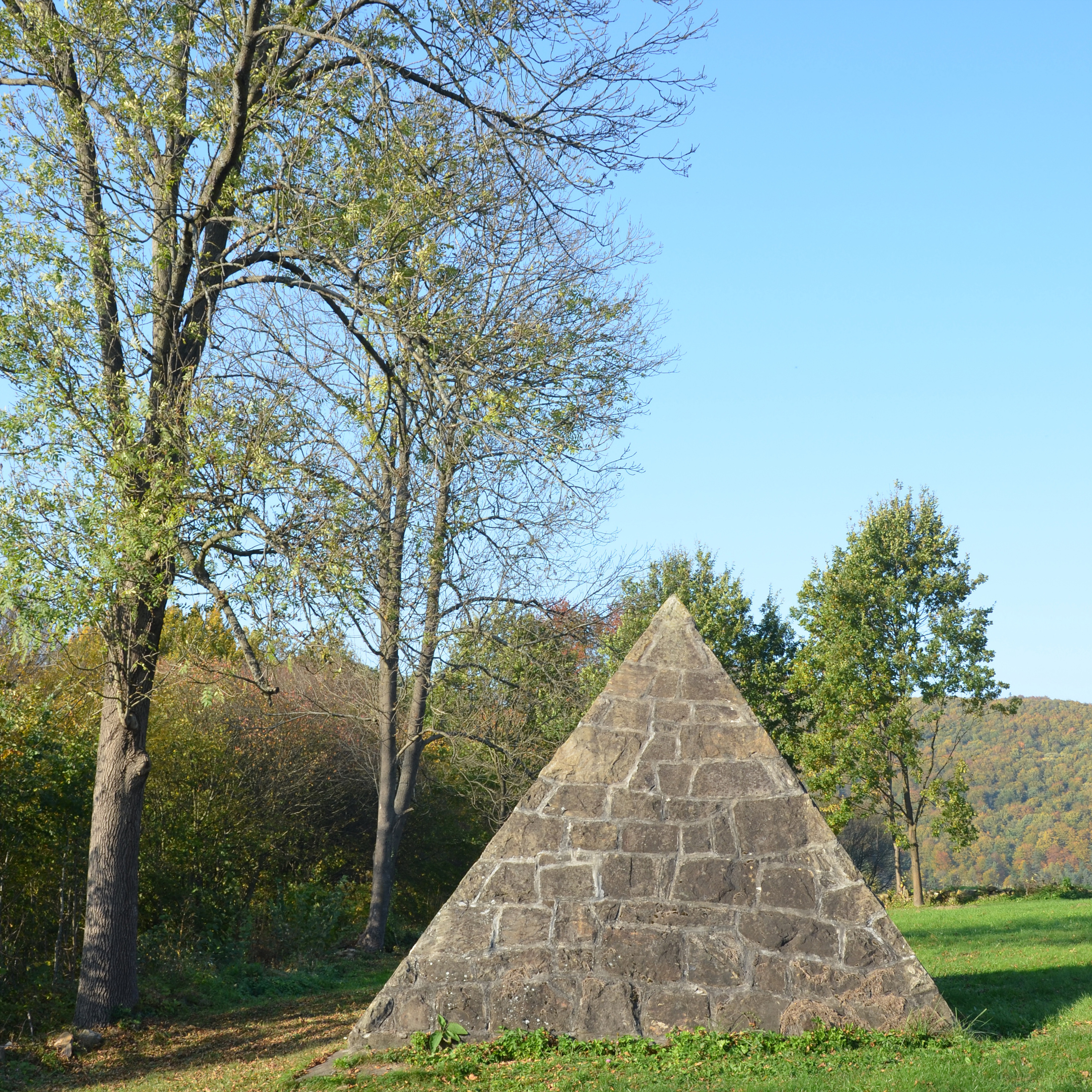
Grabstein von Professor Kulczycki in Miedzybrodzie
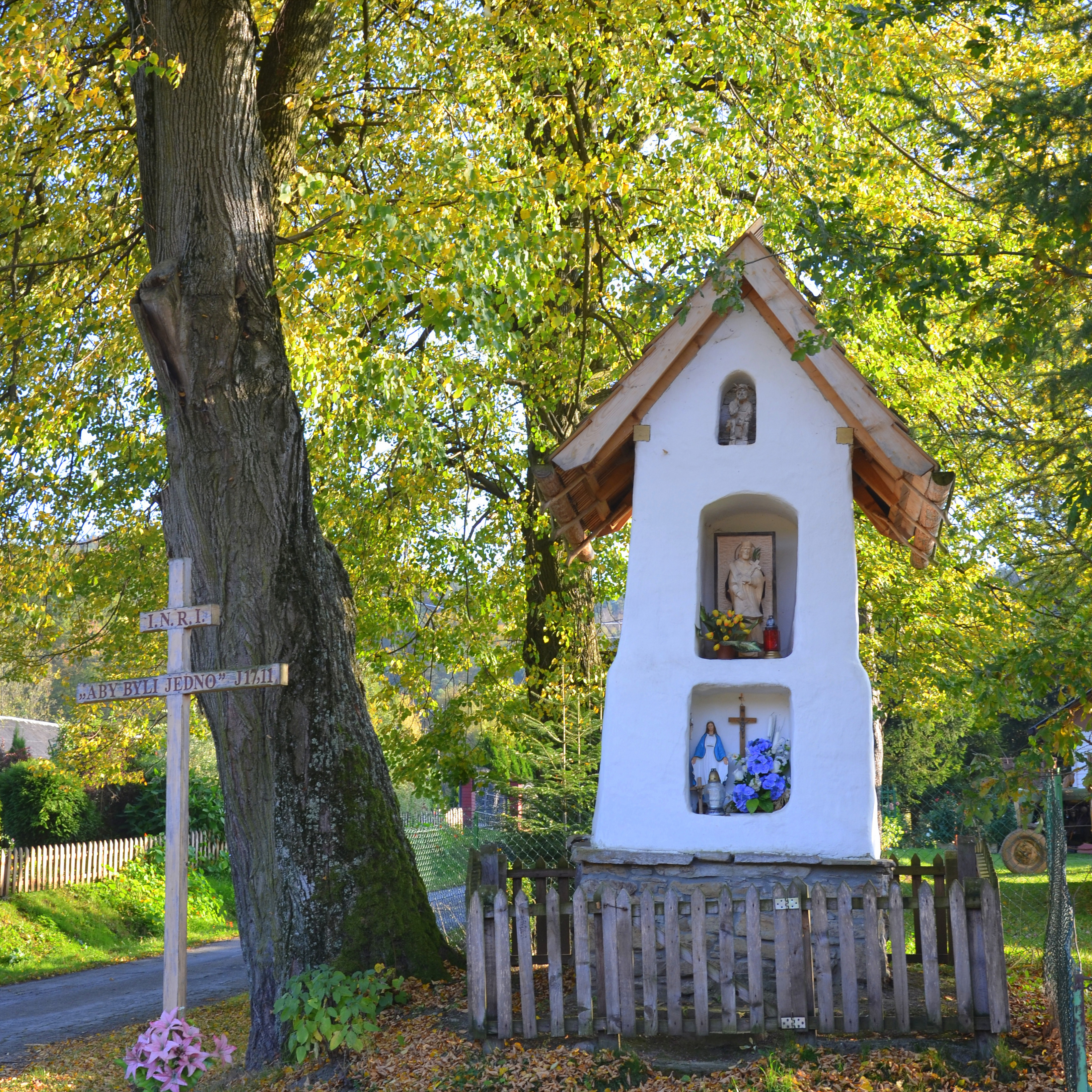
Das Heiligenhäuschen an der Kreuzung Dorfstrasse in Miedzybrodzie